# Emilio Catellani
Emilio Marco Catellani (Catania, 26 settembre 1964) è un fumettista italiano.

## Biografia
Dopo aver conseguito la maturità artistica, esordisce sul quotidiano catanese "Espresso Sera" con una strip comica intitolata "Il paradiso può attendere", realizzata in collaborazione con Enrico Barbuto.
Nel 1990 entra a far parte della Scuola Disney diretta da Giovan Battista Carpi, laboratorio di formazione per nuovi disegnatori disneyani, e come tale debutta sul numero 2 del mensile Minni e company con la storia Brrr...il fantasma in giallo.
Dal 1993 al 1994 affianca Gabriela Lovati nella realizzazione di illustrazioni a colori e in b/n a corredo dei testi redazionali del settimanale Topolino.
Inoltre fino al 2001 realizza numerose storie a fumetti per i mensili diretti da Elisa Penna GM-Giovani Marmotte, il già citato Minni e company e per i fascicoli editi da De Agostini delle collane GM esplora e Topogeo.
Per il mensile Diabolik scrive in coppia con Mario Gomboli il soggetto L'altra donna pubblicato nel luglio 2004.
Sempre dal 2004 si dedica alle illustrazioni per testi di editoria scolastica.
Nel 2005 realizza i disegni di Uccido e Vittoria su sceneggiatura di Diego Cajelli per il volume 50×100 – 50 matite per i 100 anni di CGIL che vede la luce solo nel 2010, pubblicato da Ediesse.
Per diversi anni svolge l'attività di istruttore di fitness e bodybuilding.
Nel 2016 ritorna a disegnare i personaggi Disney con una storia sceneggiata da Massimo Marconi, " Pippo e il carburante dello sportivo ", destinata ad un volume speciale dedicato alla corretta alimentazione sponsorizzato dai supermercati CONAD.
Nello stesso anno debutta come attore nella pièce teatrale di Luca Andreini " Rumoroso silenzio " nel ruolo del " Custode delle masserizie " e come doppiatore nell'edizione italiana della serie tv " Fauda " curata da Sanver production e trasmessa da Netflix
Vive a Bergamo.